# Неомудехар
Неомудехар — напрямок неомавританської архітектури, поширений на Піренейському півострові і значно меншою мірою в Іберо-Америці. Цей архітектурний напрям виник як відродження стилю мудехар. Це була архітектурна тенденція кінця XIX і початку XX століть, яка зародилася в Мадриді та Барселоні та швидко поширилася на інші регіони Іспанії та Португалії. У ньому використовувалися елементи стилю мудехар, такі як підковоподібна арка, арабески та цегляні прикраси абстрактної форми для фасадів сучасних будівель.

## Історія

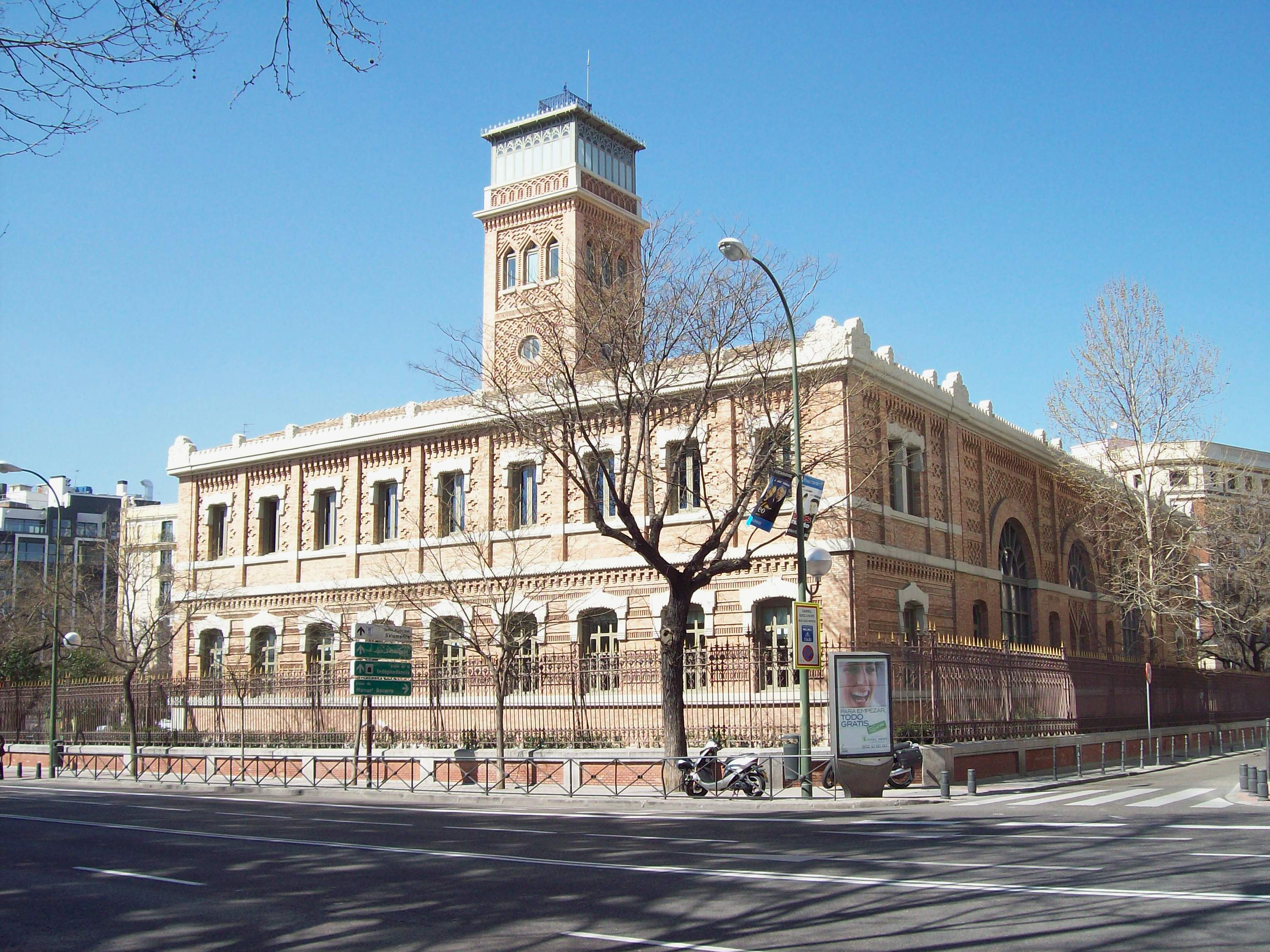
Школа Агірре (нині Casa Árabe)

Першими прикладами будівель неомудехар були школа Агірре, спроектована Родрігесом Аюсо, арена Пласа-де-Торос в Мадриді, побудована в 1874 (знесена), і Будинок Вісенс Антоніо Гауді. Потім цей стиль став майже «обов'язковим» для будівництва арен для бою биків по всій Іспанії, Португалії та латиноамериканським країнам. У Мадриді він став одним із найпредставніших стилів того періоду не тільки для громадських будівель, таких як школа Агірре або арена для бою биків Лас-Вентас, а й для житла. Використання дешевих матеріалів, переважно цегли для екстер'єру, зробило цей стиль популярним у нових районах.
Неомудехар часто поєднувався з неоготикою такими архітекторами, як Франсіско де Кубас, Антоніо Марія Репуллес-і-Варгас та Франсіско Хареньйо.
Після Іберо-американської виставки 1929 в Севільї з'явився ще один неомудехарський напрямок, відомий як андалузький архітектурний регіоналізм. Площа Іспанії в Севільї або штаб-квартира газети ABC (Мадрид) є прикладами цього нового стилю, що поєднує традиційну архітектуру Андалузії з рисами мудехар.

## Список відомих будівель у стилі неомудехар
- Аренас де Барселона
- Гран Театро Фалья, Кадіс

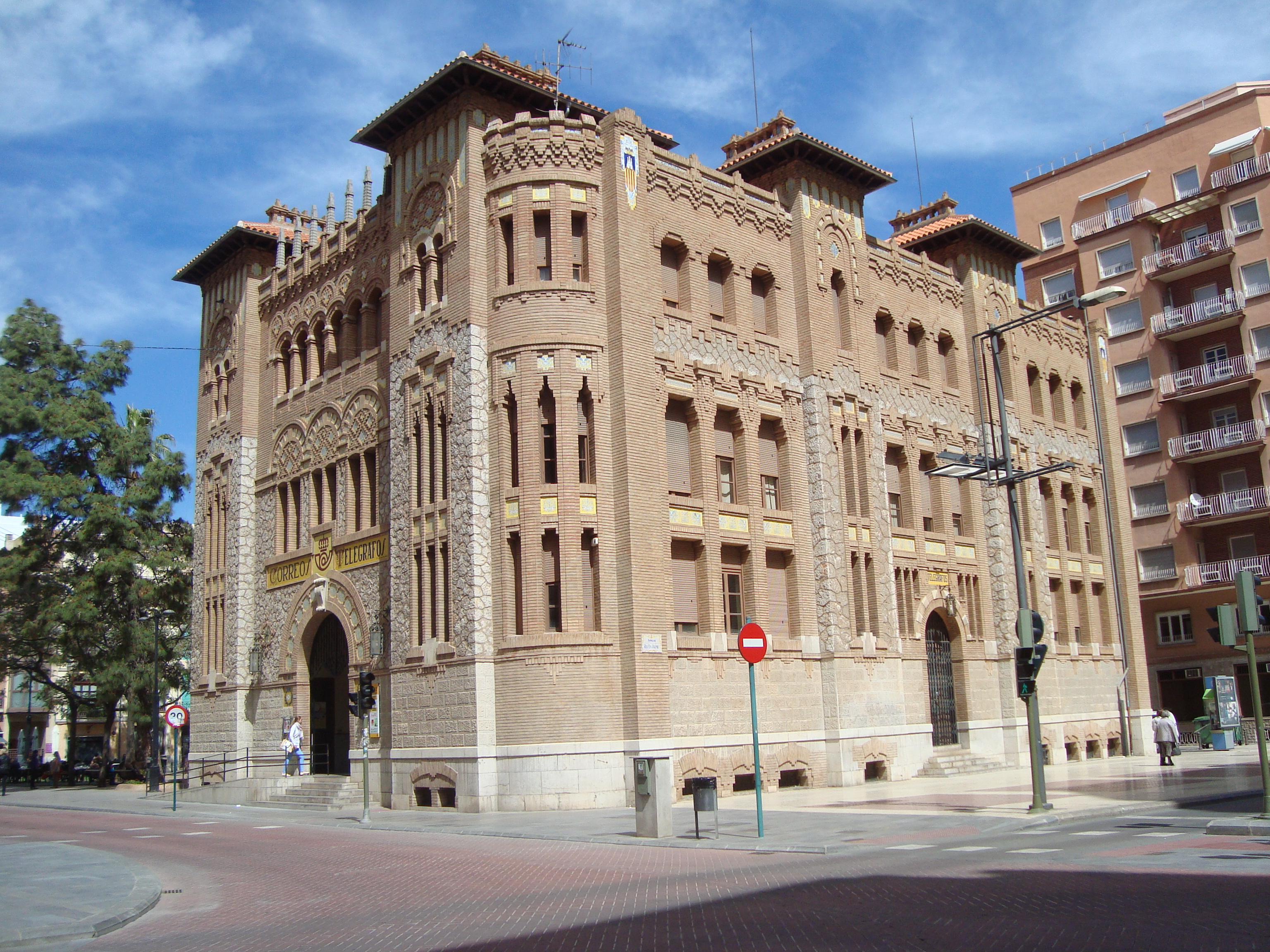
Будівля пошти в Кастельйон-де-ла-Плана

- Арена для бою бугаїв Лас-Вентас, Мадрид
- Будинок Вісенс, Барселона
- Палац Монсеррат, Сінтра
- Церква Санта-Крус, Мадрид.
- Palacete Conceição e Silva, Лісабон[1]
- Церква Ла Палома, Мадрид
- Quinta do Relógio, Сінтра[2]
- Водонапірна башта (нині виставковий простір) Torre de Canal Isabel II у Мадриді.
- Школа Агірре, Мадрид
- Палац Пена, Сінтра[2]
- Залізничний вокзал Толедо
- Арена для бою биків Назаре, Назаре[2]
- Поштове відділення Сарагоси
- Поштове відділення Кастельйон-де-ле-Плана
- Арена для бою бугаїв Кампо Пекено, Лісабон[2]
- Кіоск Моріско, Мехіко
- Паласіо-де-Орлеан-Борбон

## Галерея

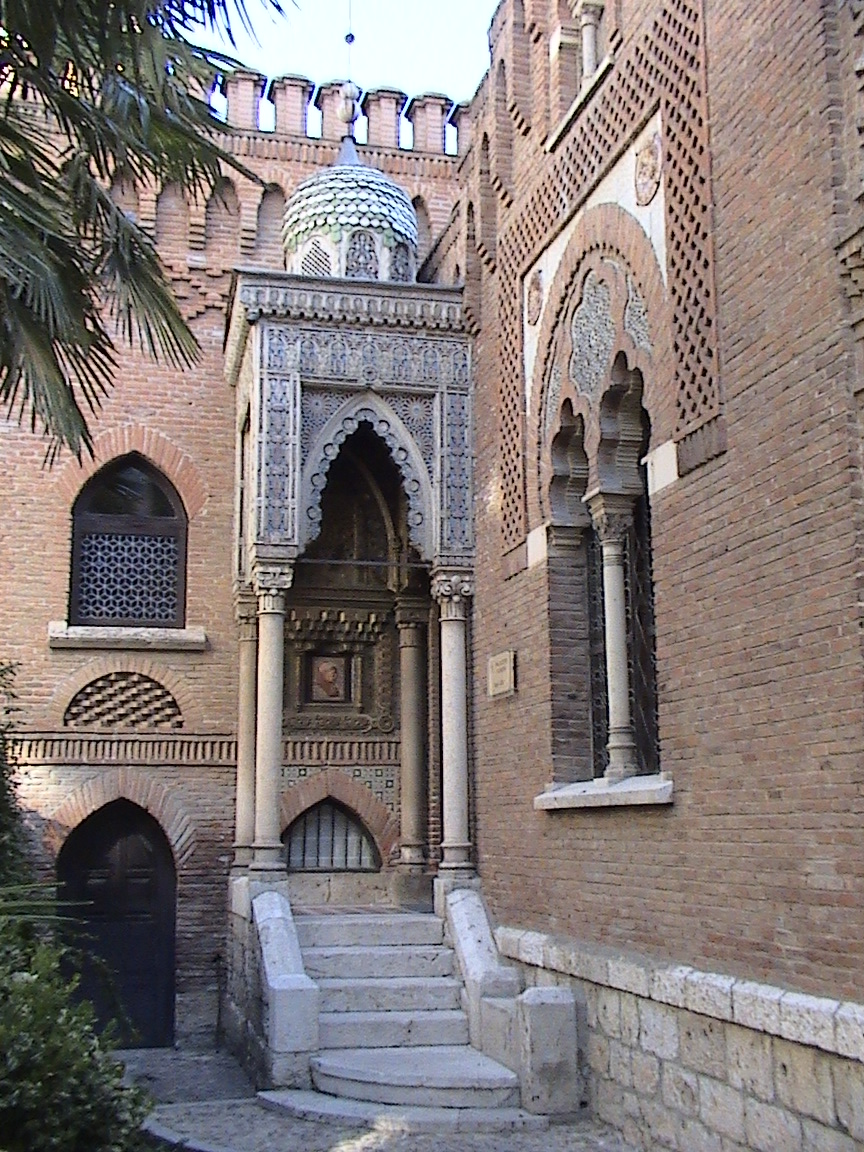
Паласіо Ларедо в Алькала-де-Енаресі, 1884
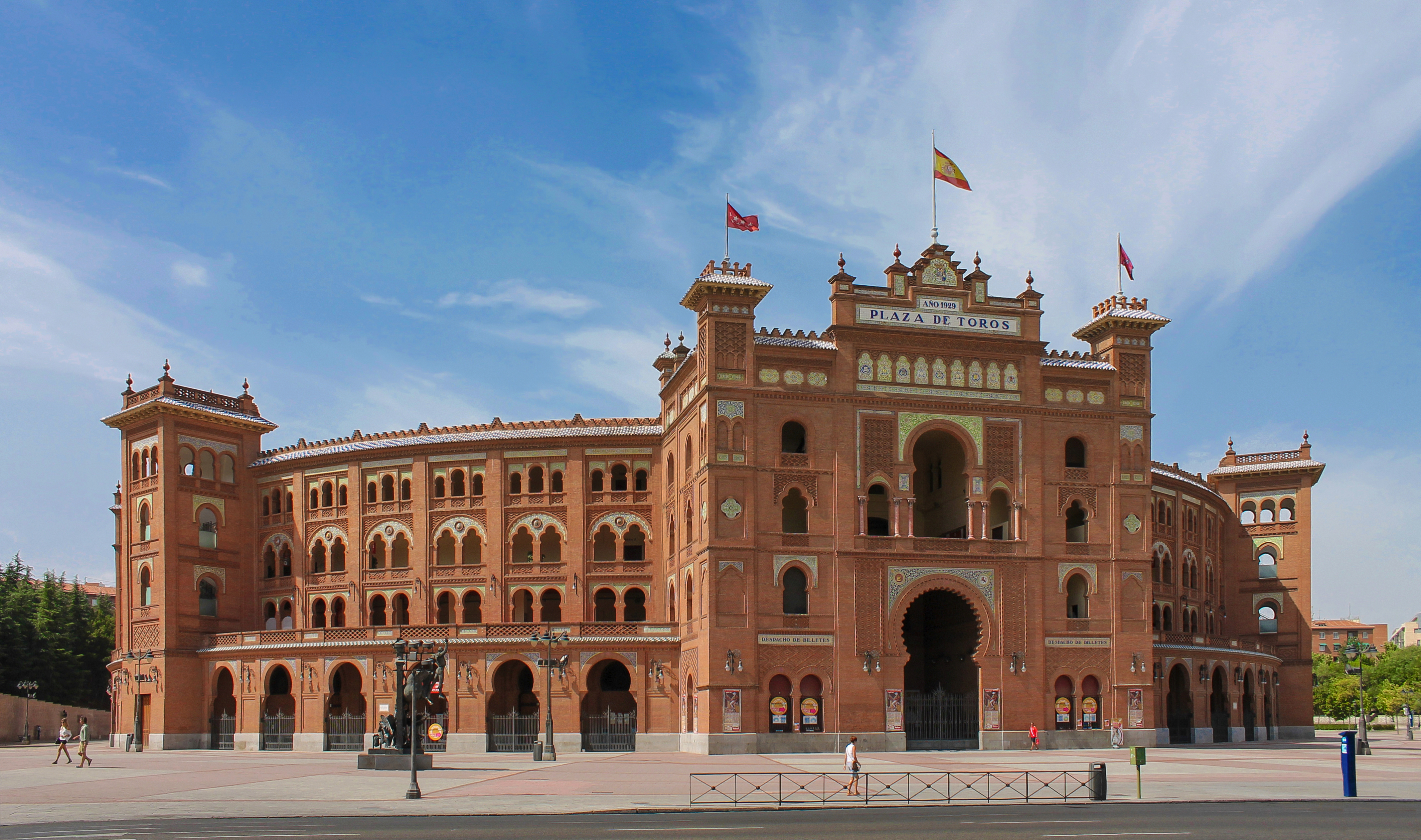
Арена для бою биків Лас-Вентас, Мадрид, 1929
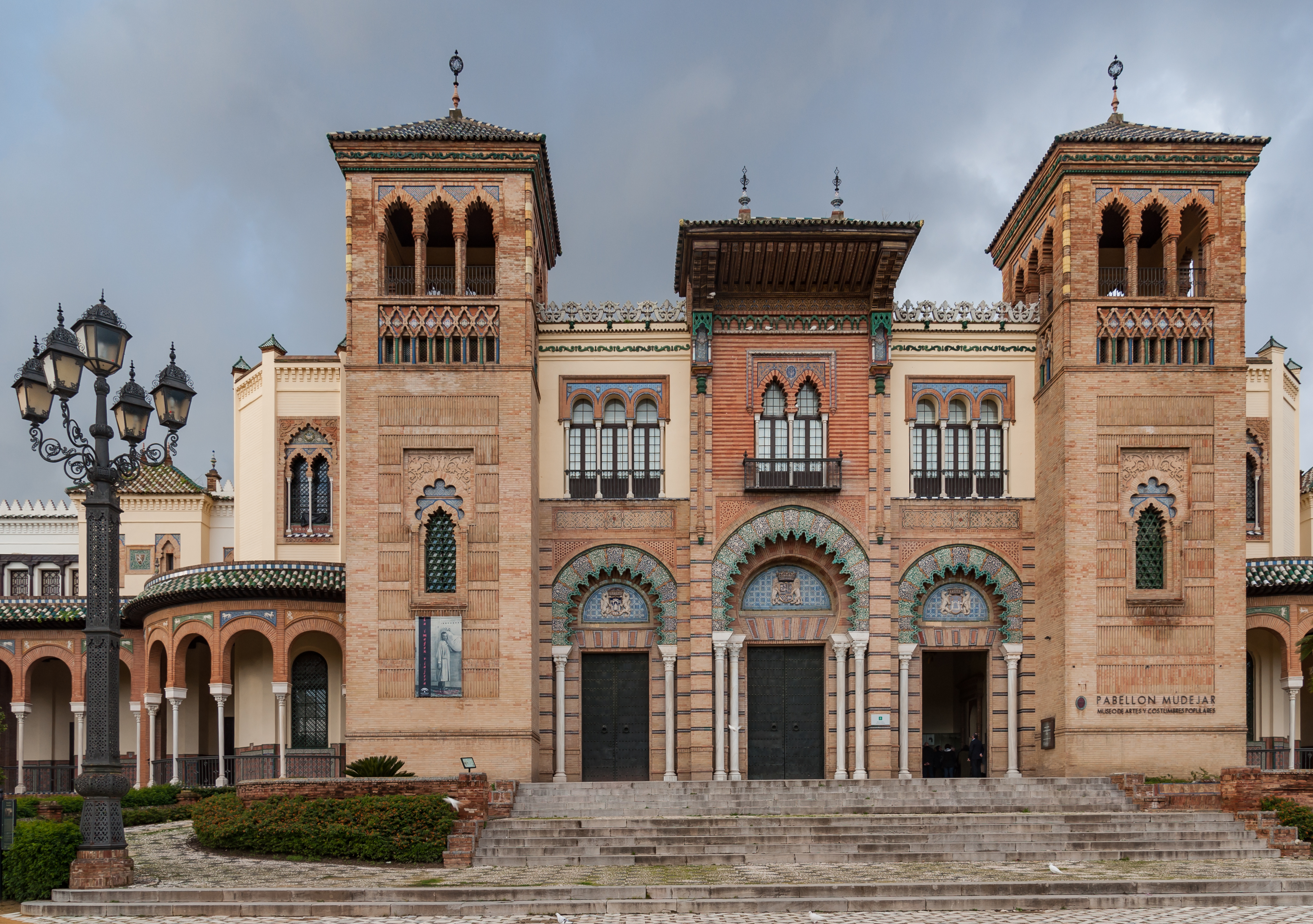
Павільйон мудехар, Музей мистецтв та традицій, Севілья, 1914
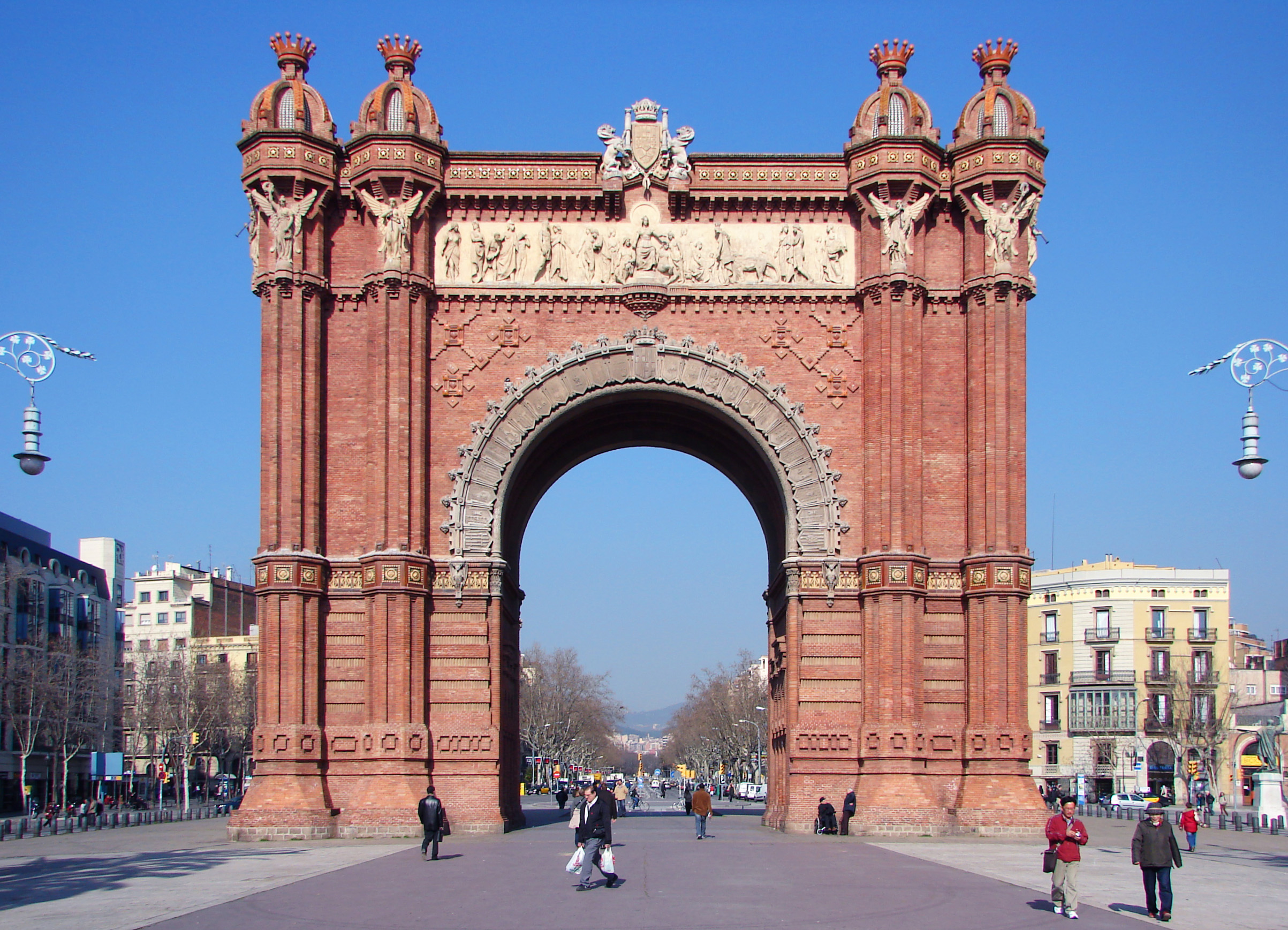
Тріумфальна арка,Барселона, 1888
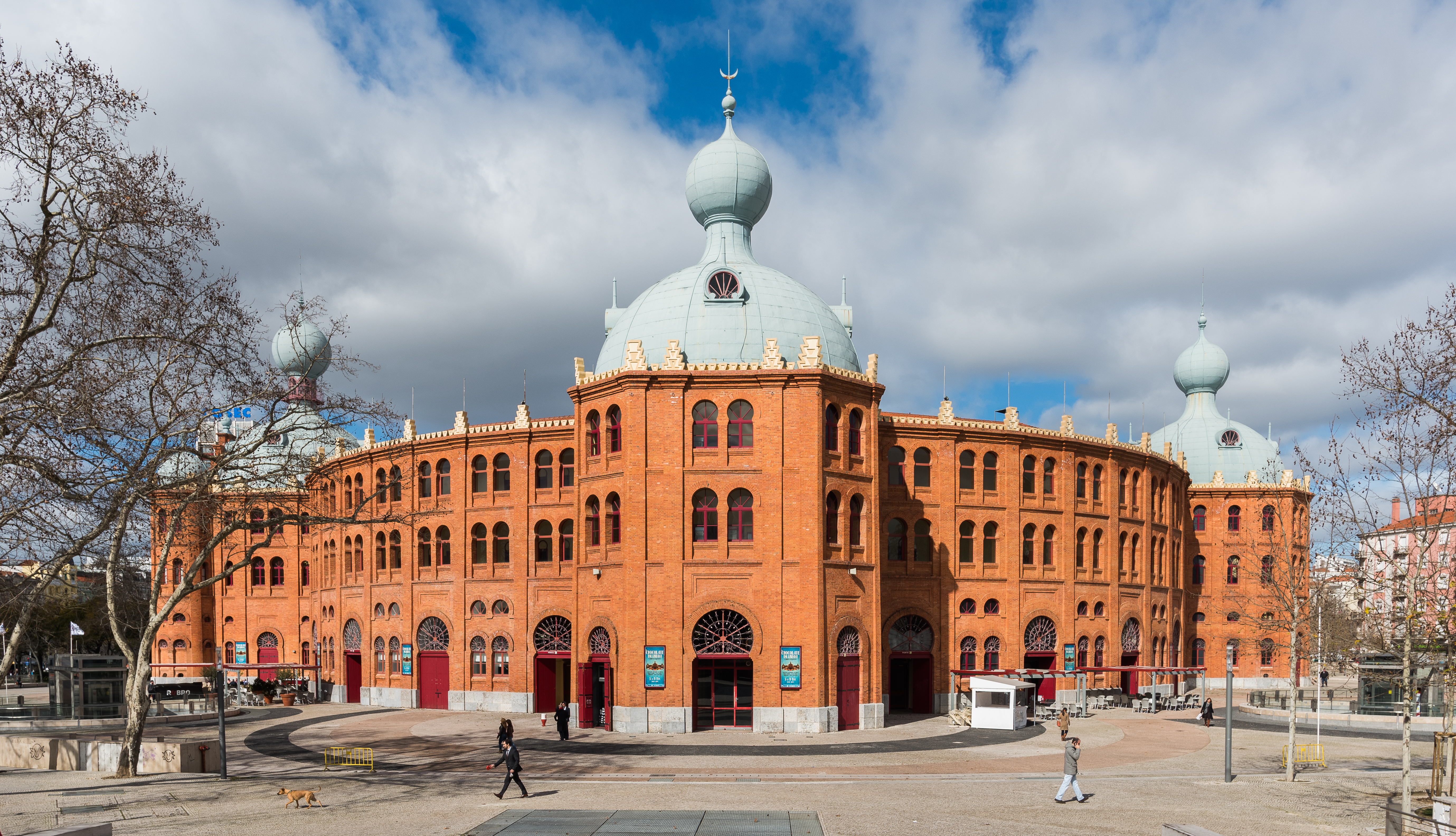
[[Арена Кампо Пекено|Арена для бою биків Кампо Пекено у Лісабоні, Португалія, 1892
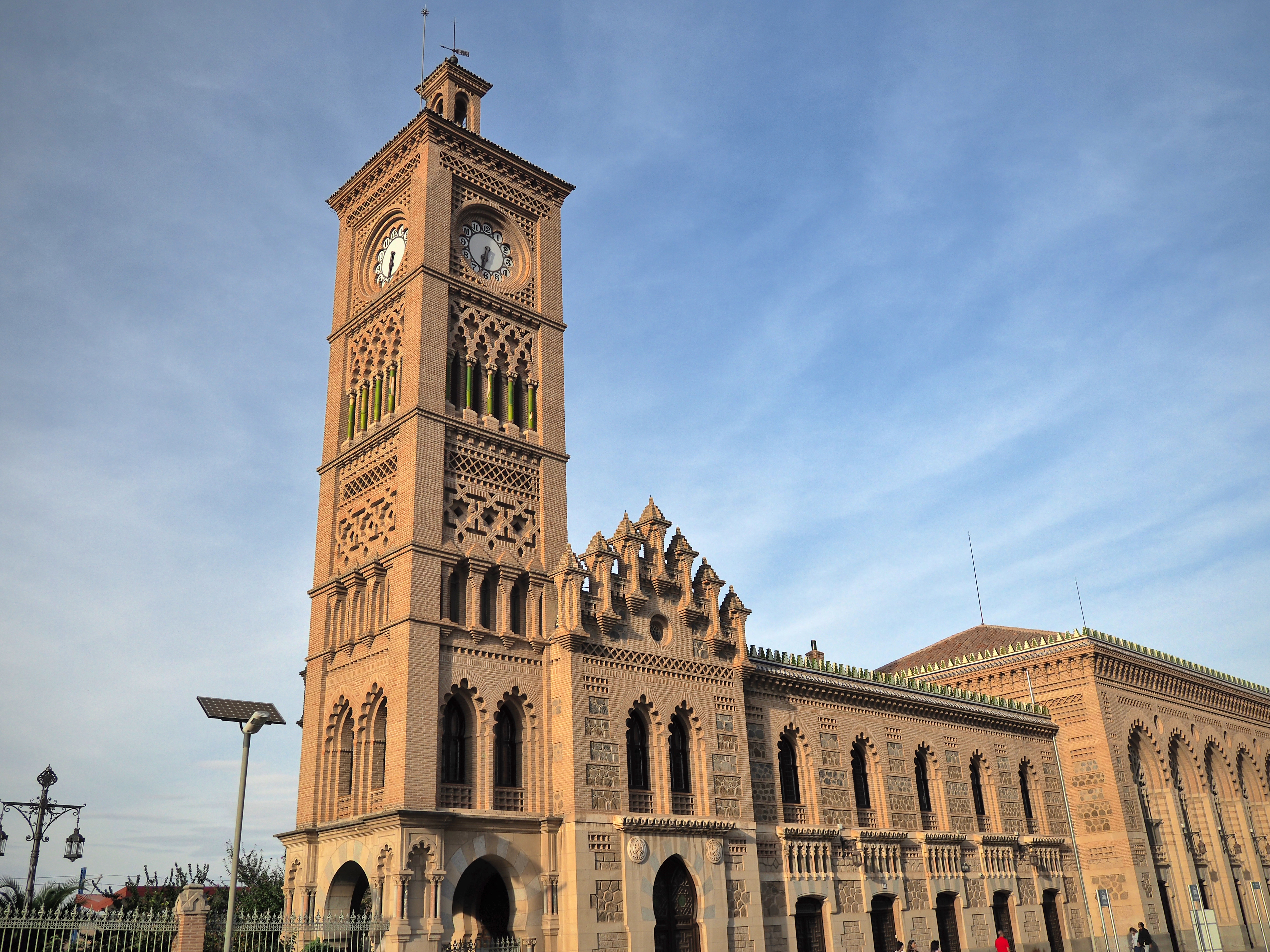
Залізничний вокзал Толедо
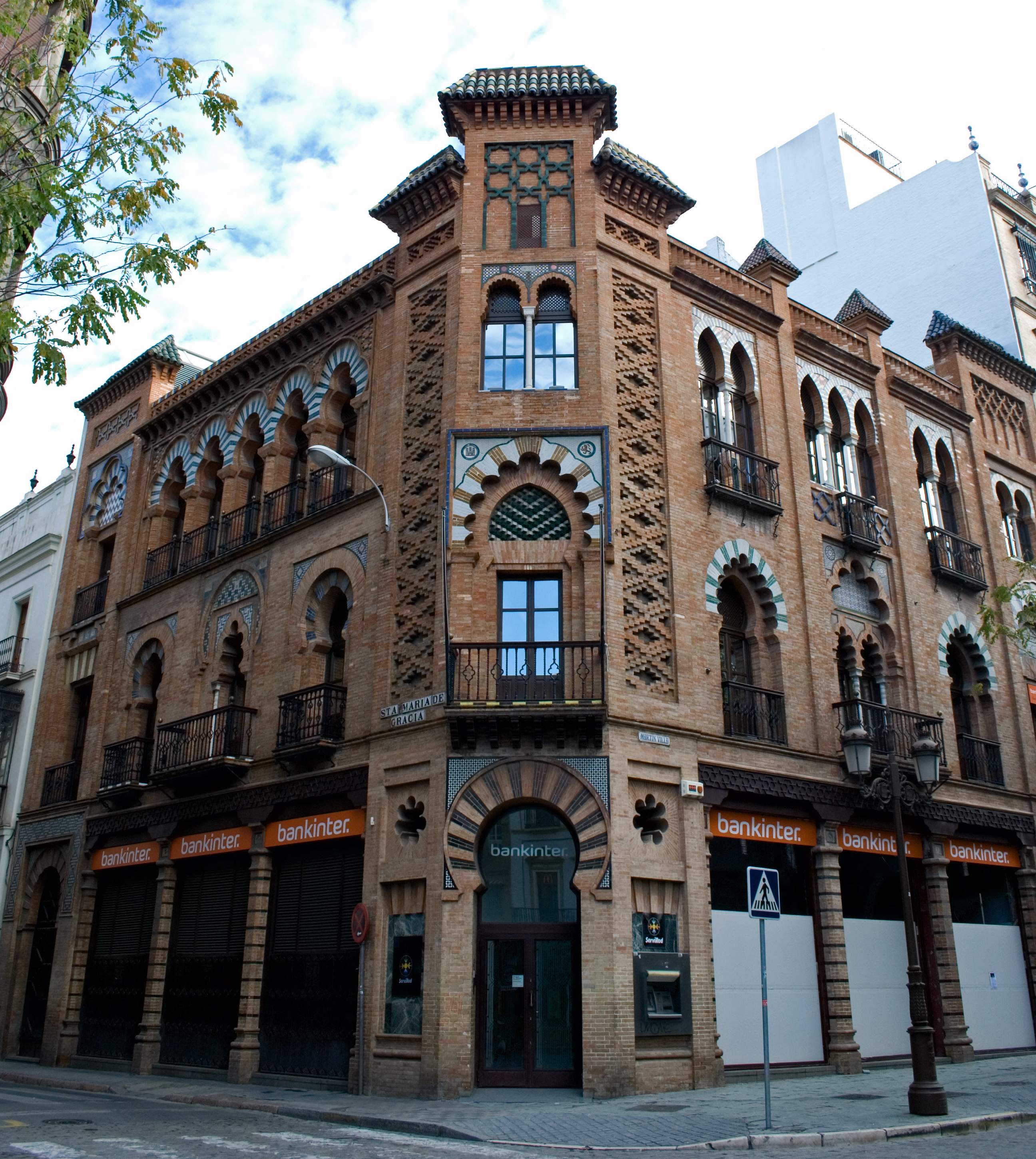
Будинок у стилі нео-мудехар уСевільї, 1909
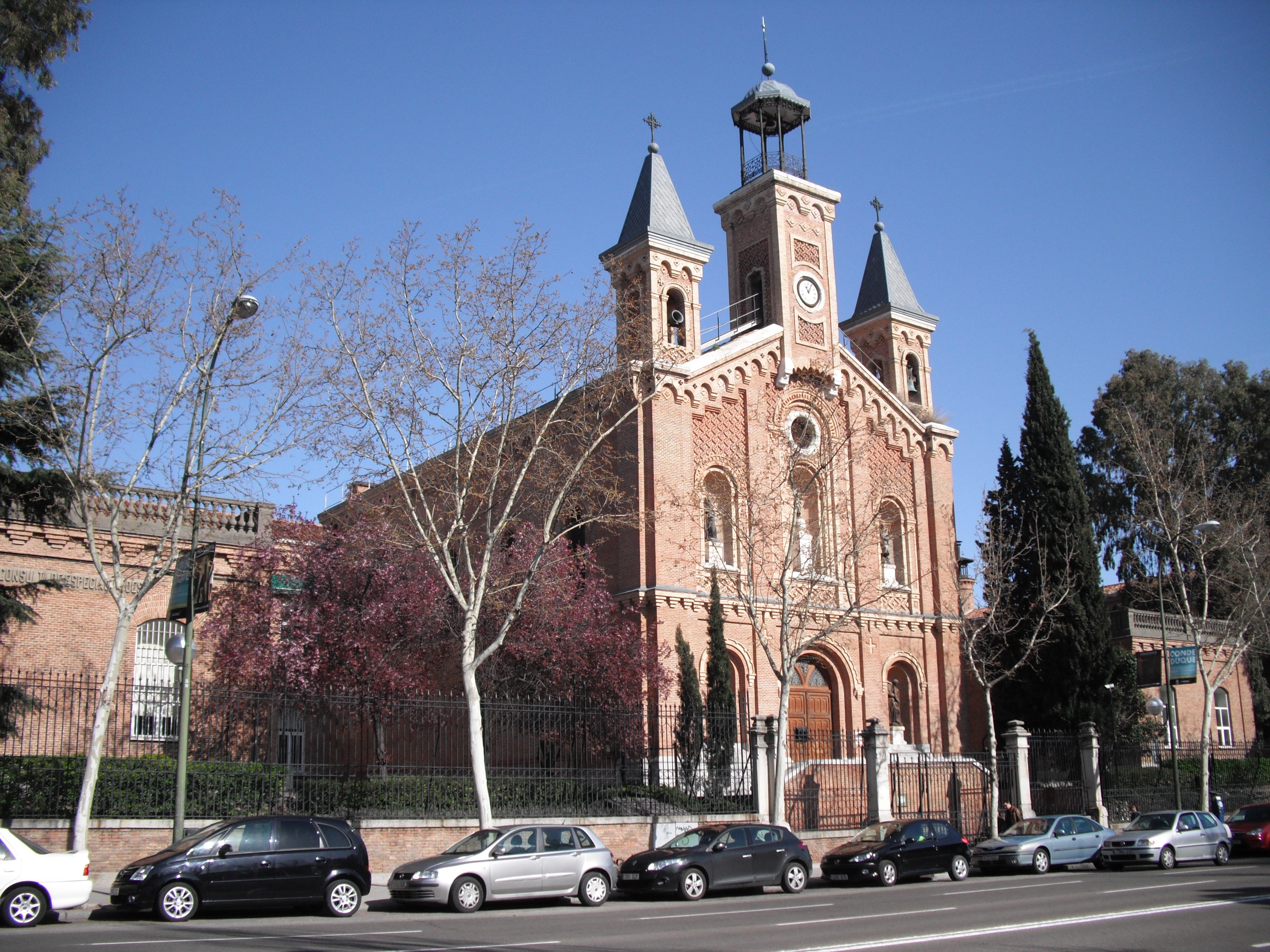
Церква Ісуса-дитини у Мадриді, Франсіско Хареньо, 1885
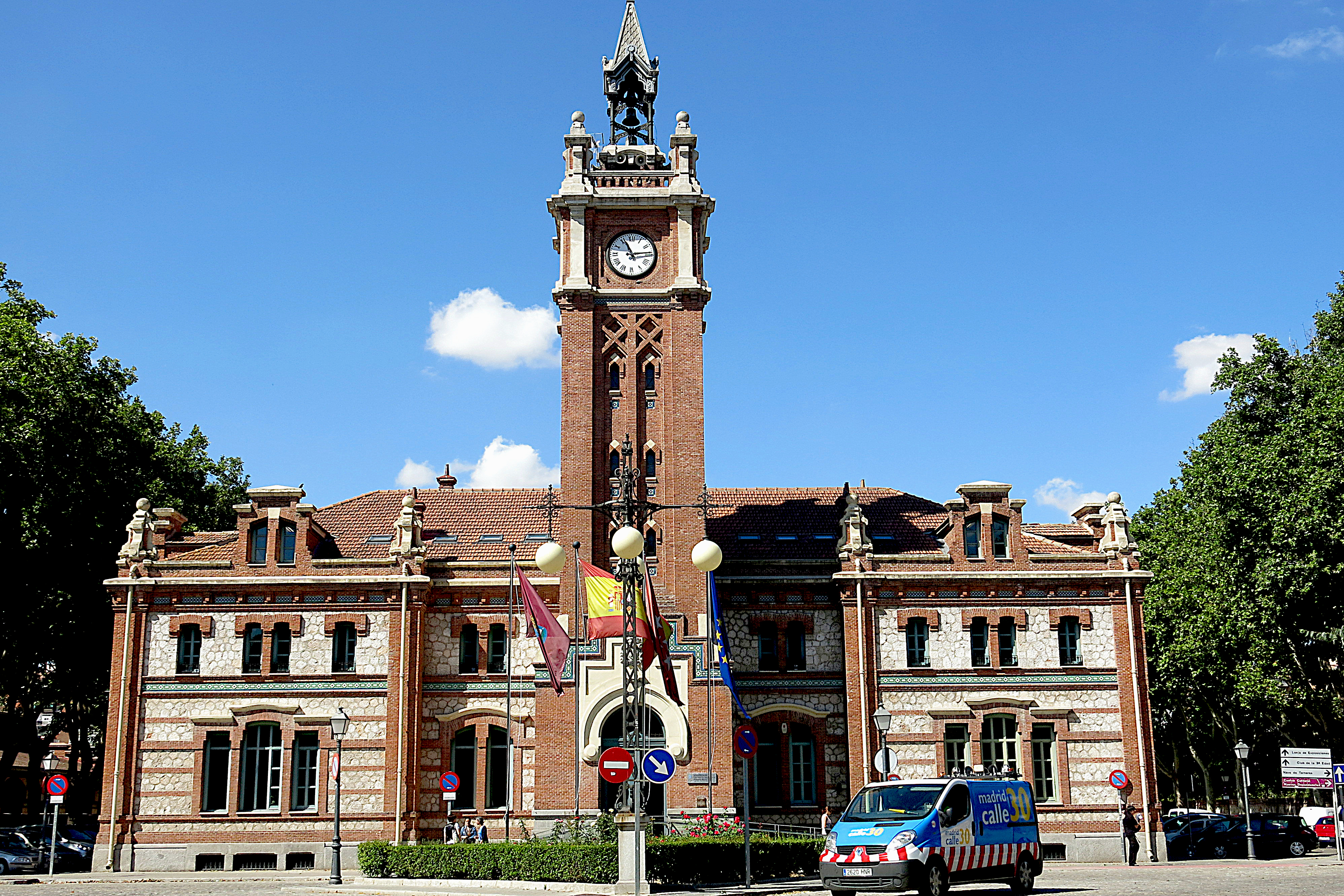
Будинок годинника, Аргансуела, Мадрид, 1933
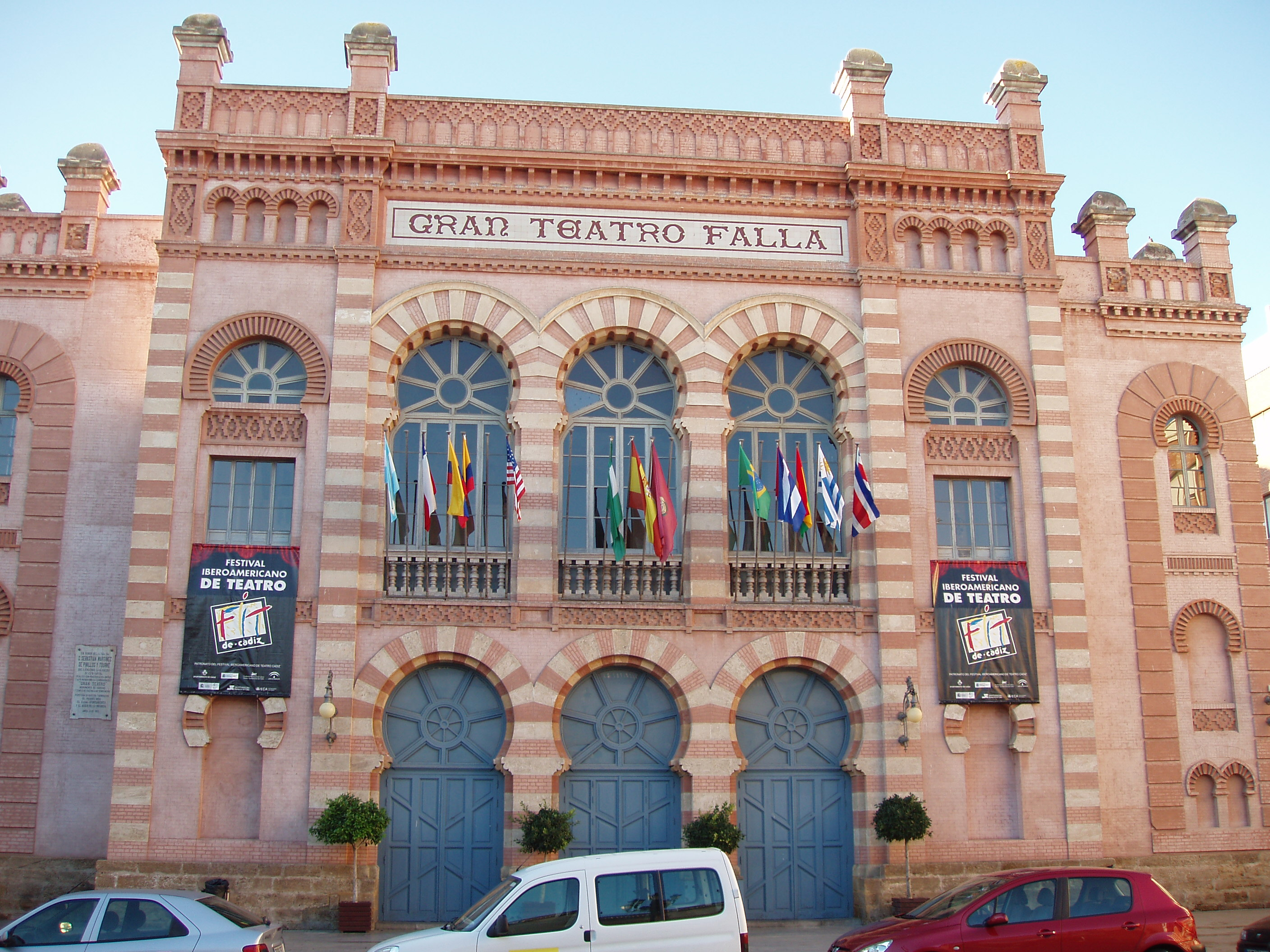
Гран Театро Фалья у Кадісі, 1884
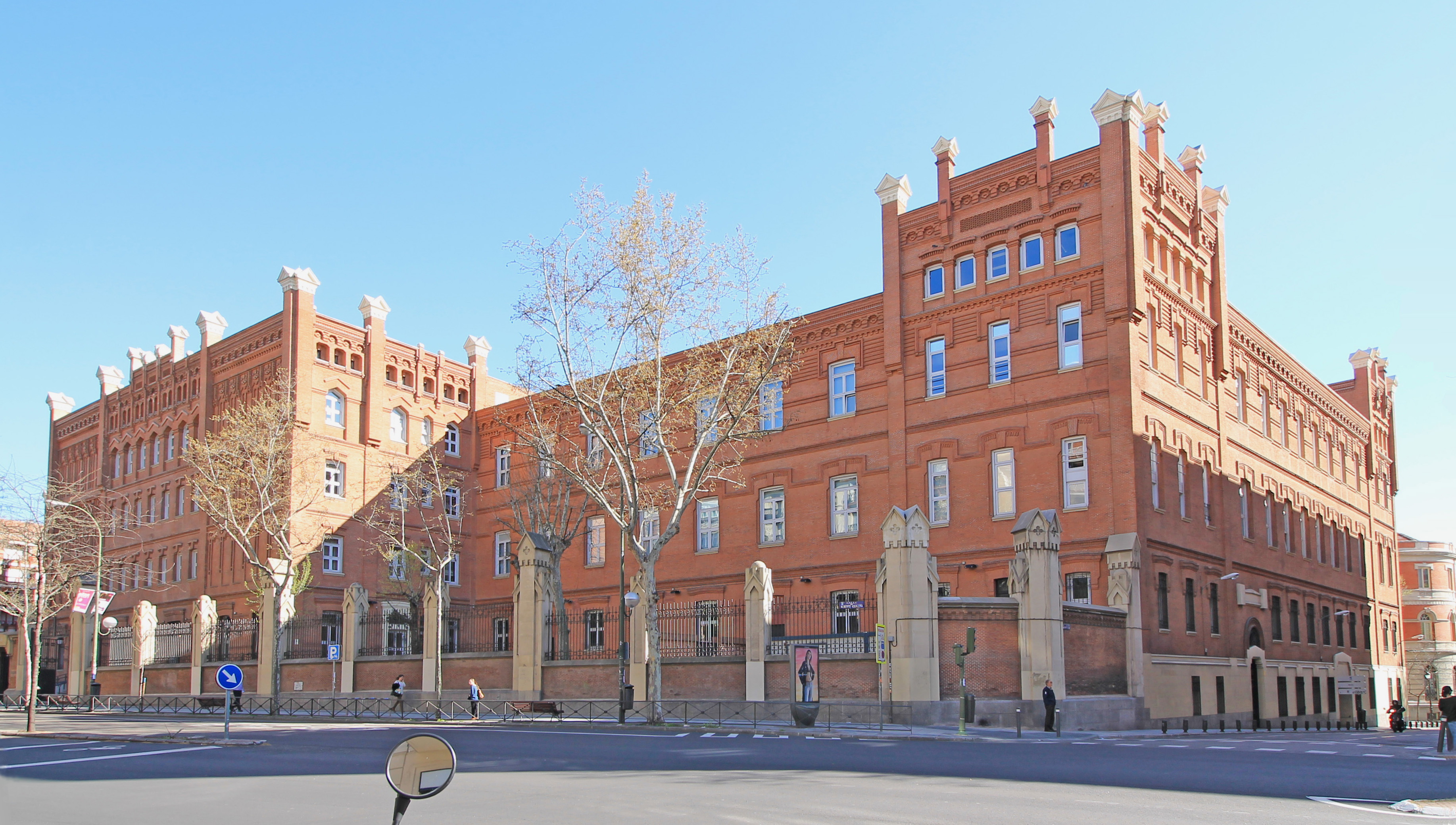
Будинок Папського університету Комільяс у Мадриді
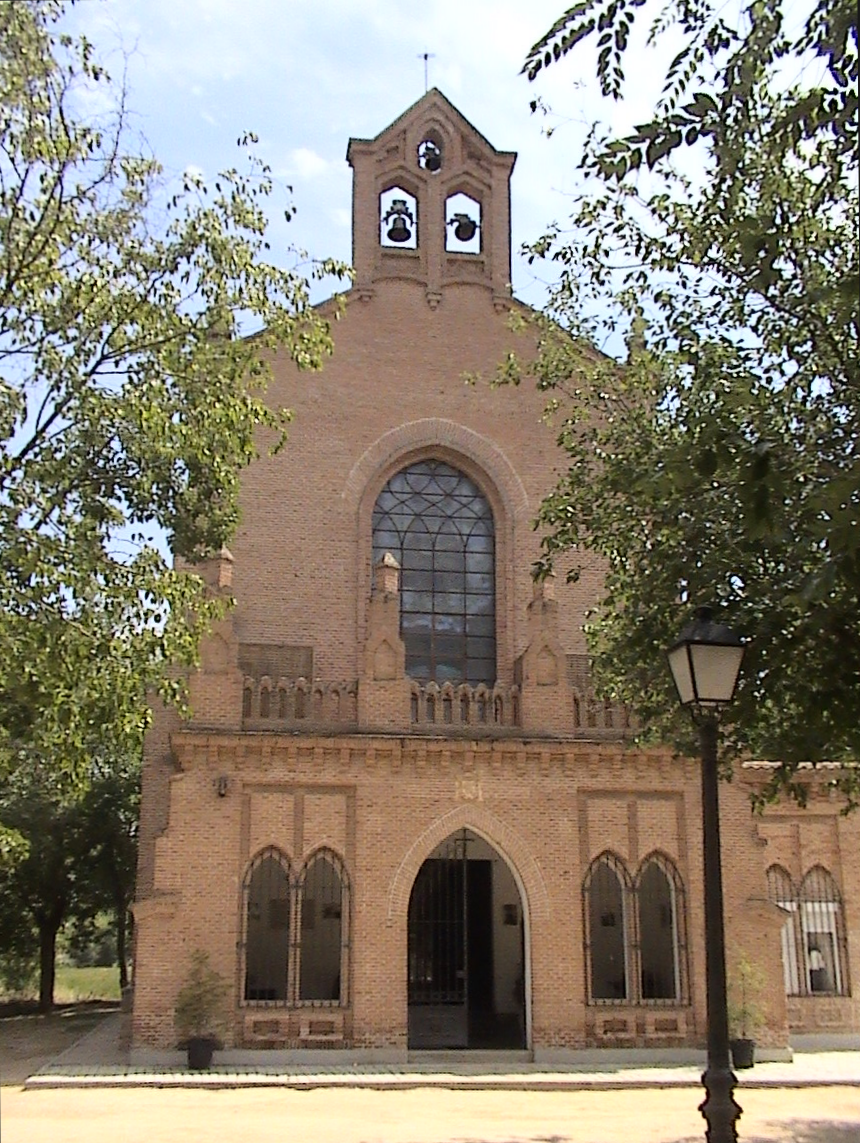
Ерміта-де-ла-Вірхен-дель-Валь, Алькала-де-Енарес, 1926
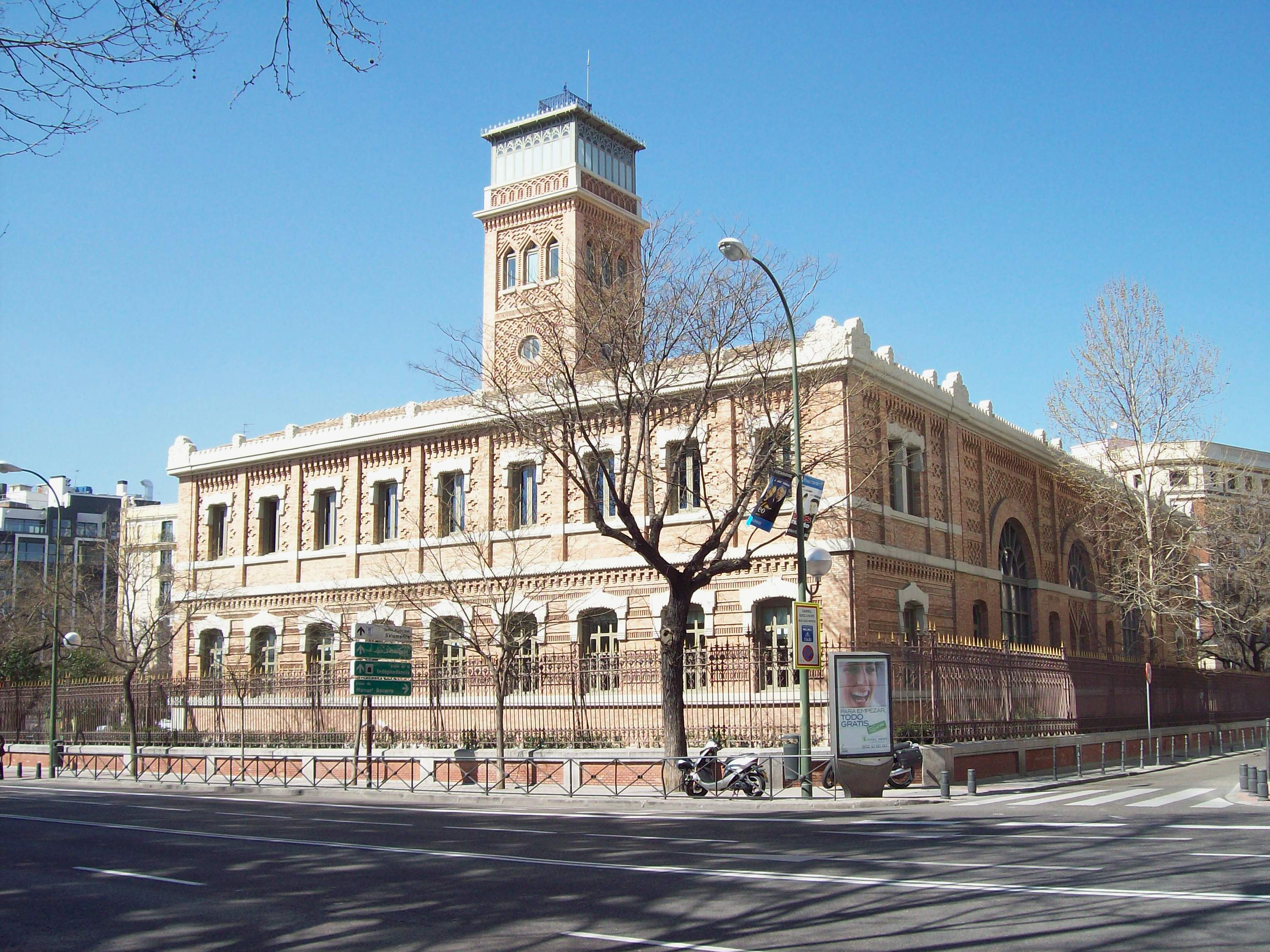
Antiguas Escuelas Aguirre (1881-1886), ahora Casa Árabe, Madrid
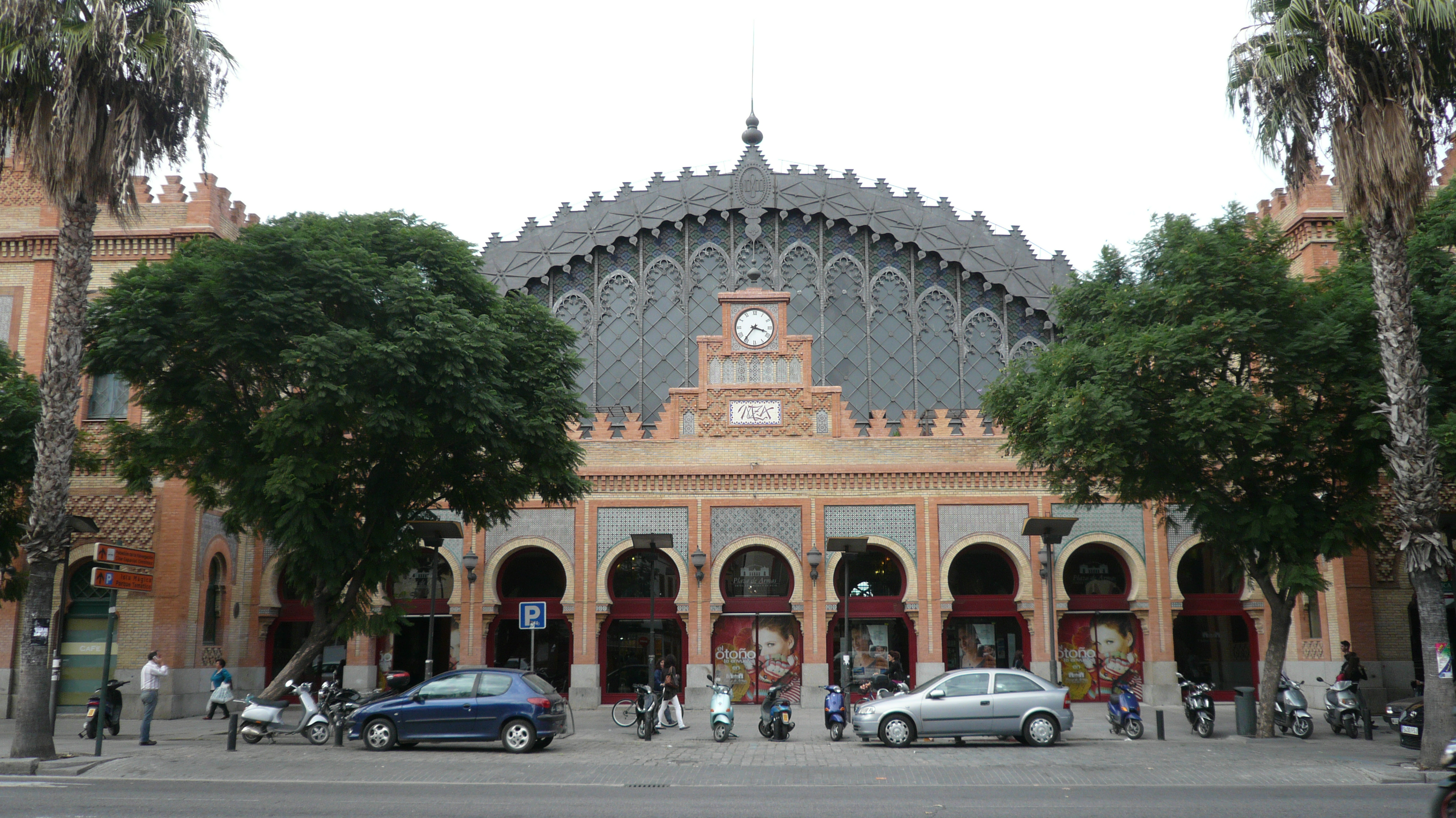
Estación ferroviaria de Sevilla (1899-1901)
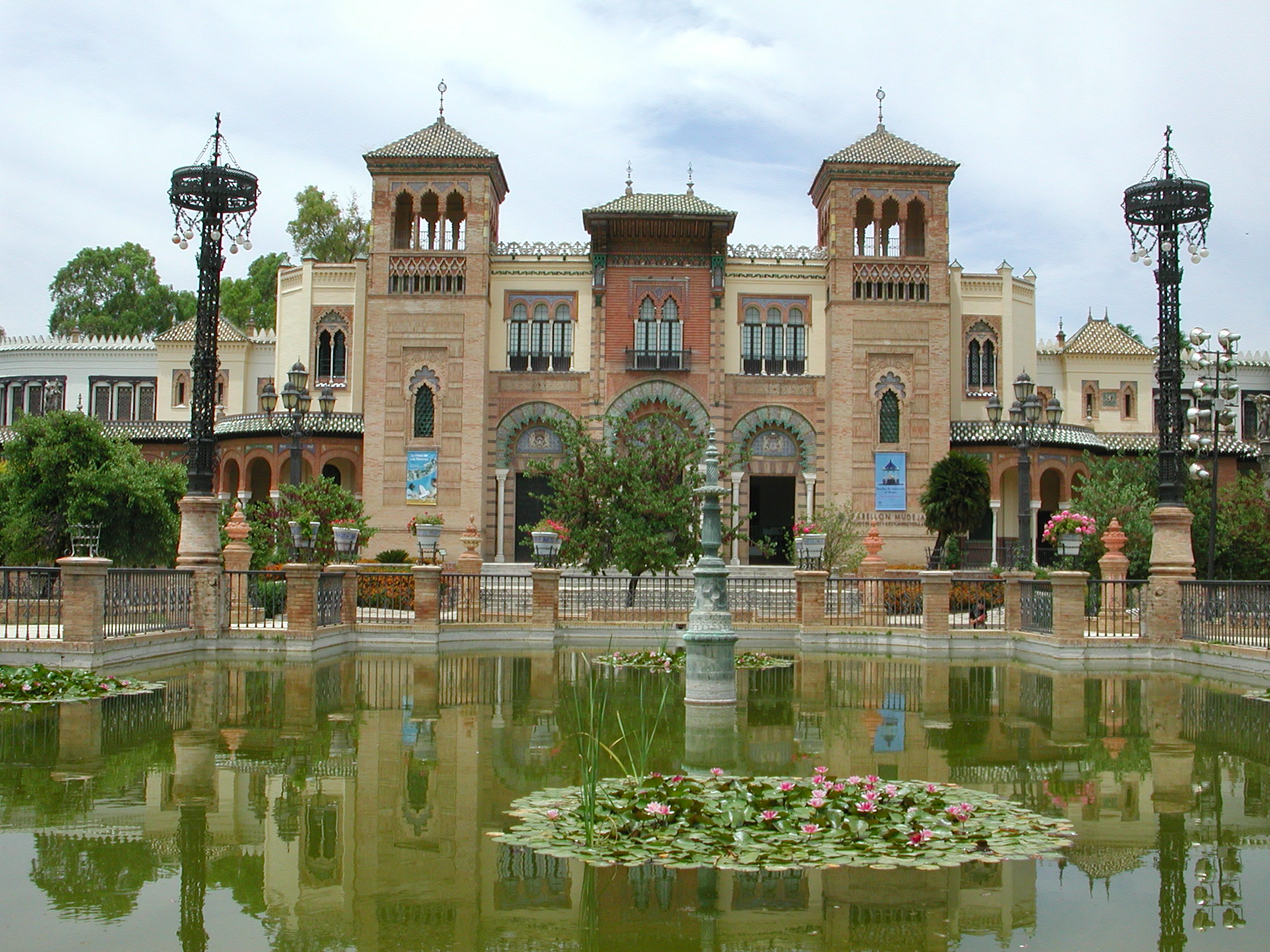
Antiguo pabellón de Arte Antiguo e Industrias Artísticas (1913-1914), hoy Museo de Artes y Costumbres Populares, Sevilla
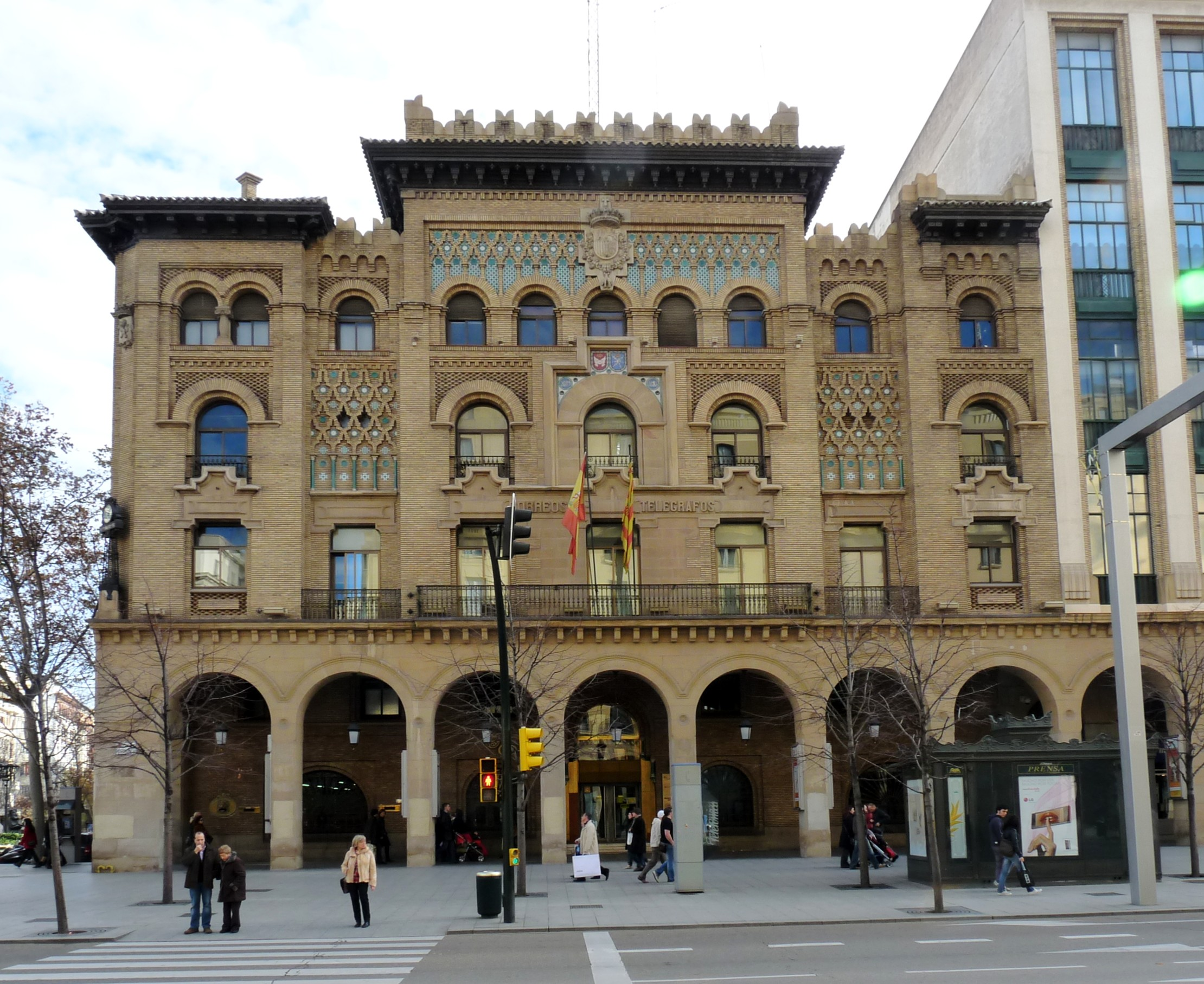
Edificio de Correos (1925-1926) de Zaragoza
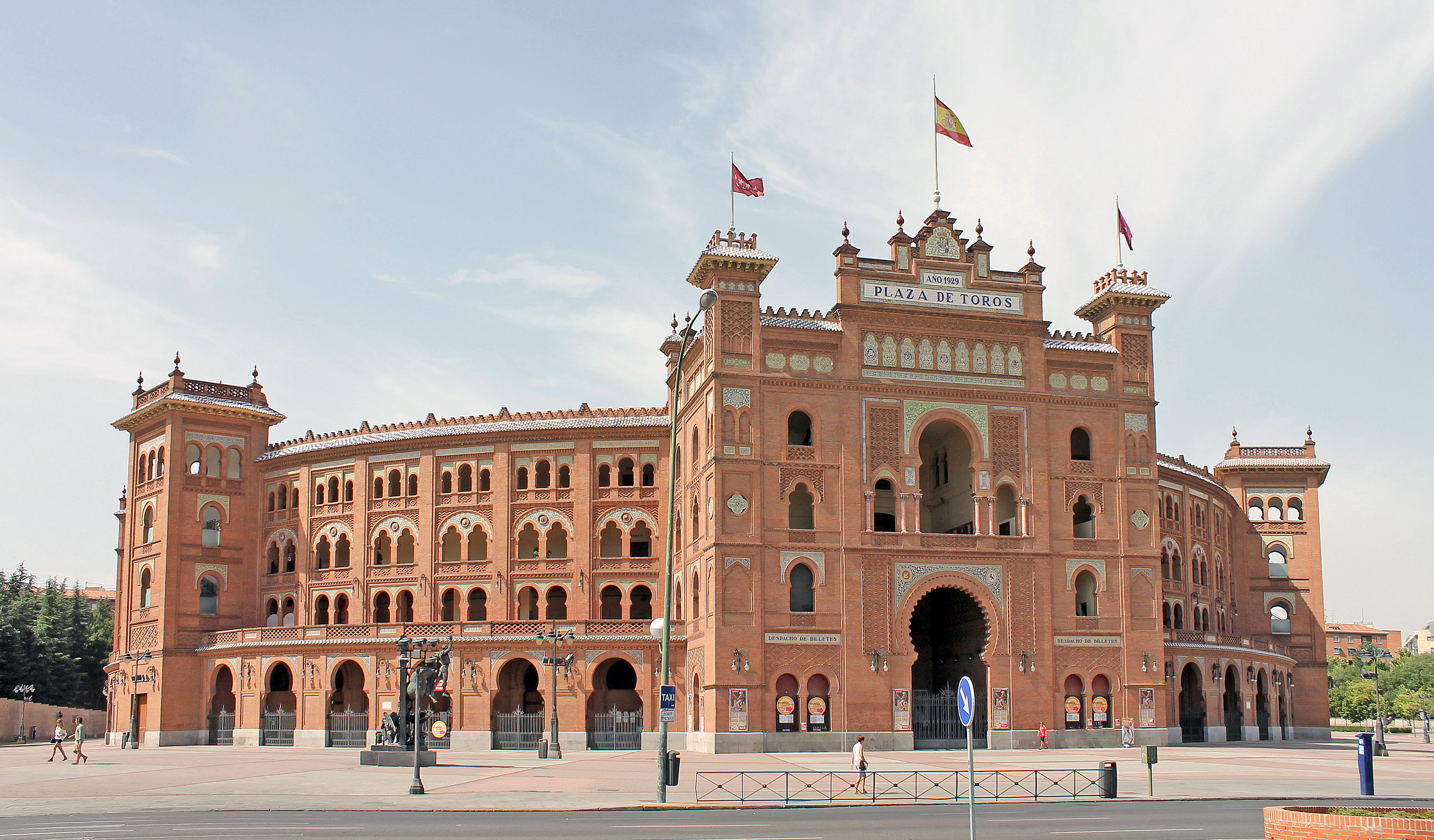
Plaza de toros de Las Ventas (1922-1929), Madrid